# Martin Hurson
Edward Martin Hurson (irisch Máirtín Ó hUrsáin; * 13. September 1956 in Cappagh; † 13. Juli 1981 im „Maze Prison“ bei Lisburn) war ein Mitglied der Provisional Irish Republican Army und Hungerstreikender.
Martin Hurson wurde als eines von neun Kindern in Cappagh in der nordirischen Grafschaft Tyrone geboren. 
Nachdem Hurson die Schule im Alter von 13 Jahren verlassen hatte, arbeitete er als Schweißerlehrling, ehe es ihn, zusammen mit seinem Bruder Francis und dessen Frau, für einen mehrmonatigen Aufenthalt nach Manchester zog. 
1974, kurz nach seiner Rückkehr nach Nordirland, wurden er und weitere junge Iren im Zuge der Politik der Internierung verhaftet und für eine Reihe von Anschlägen auf die britische Polizei in Nordirland, die Royal Ulster Constabulary, verantwortlich gemacht.
Unter tagelangem Verhör und Folter gestand Hurson die ihm zur Last gelegten Verbrechen und wurde zu einer Gefängnisstrafe von 20 Jahren verurteilt. 
Am 29. Mai 1981 schloss er sich dem Hungerstreik rund um Bobby Sands an und ersetzte so Brendan McLaughlin, der wegen eines durchgebrochenen Magengeschwürs nicht weiter am Hungerstreik teilnehmen konnte. 
46 Tage später starb Martin Hurson im Alter von 24 Jahren im Irischen Hungerstreik von 1981.